# Philippe Maillard-Brune
Pour les articles homonymes, voir Maillard et Brune.

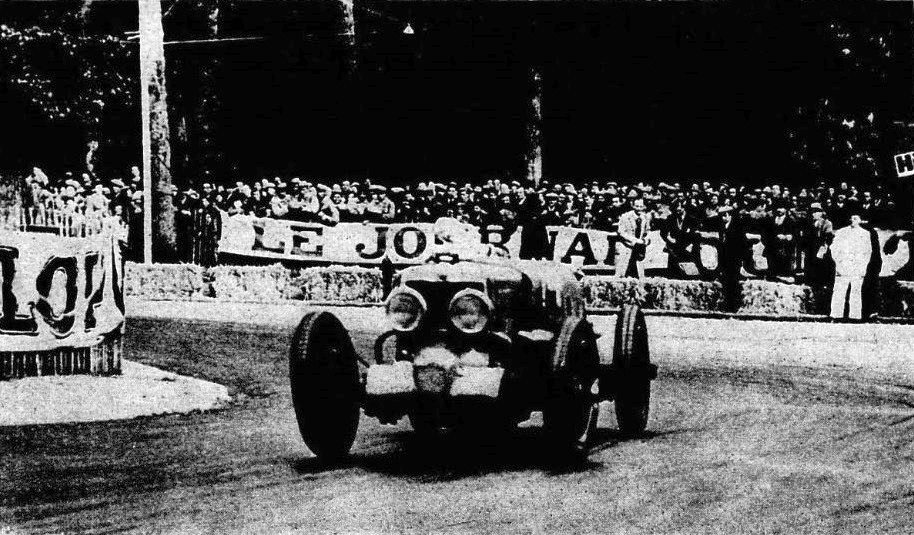
Philippe Maillard-Brune, vainqueur du Bol d'Or automobile 1934 sur MG Midjet J4.

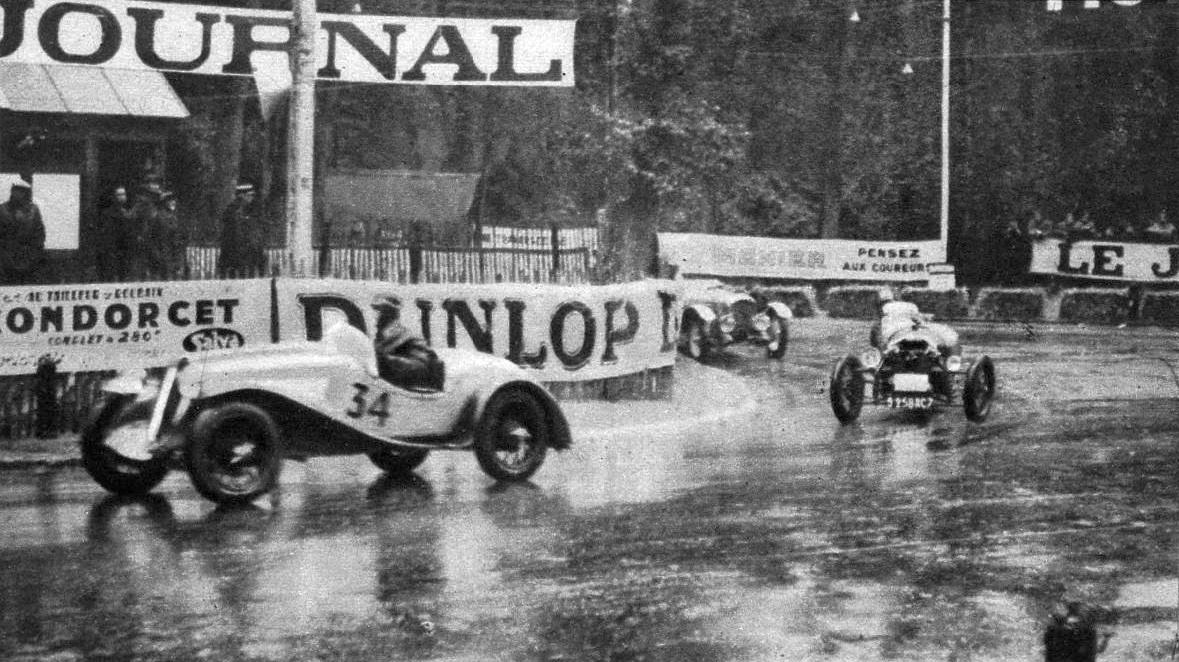
Philippe Maillard-Brune, vainqueur du Bol d'Or automobile 1935 sur MG Magnette K3.

Philippe Maillard-Brune, né le 25 février 1910 à Meudon et mort le 28 août 2007 à Neuilly-sur-Seine, est un ancien pilote automobile et motocycliste français, sur circuits notamment en endurance.

## Biographie
Philippe Maillard-Brune débute les sports mécaniques sur motocyclette Gnome et Rhône type D "Grand Sport" modèle 1924 de 500 cm3 en 1927, dans la course d'endurance Paris-Les Pyrénées-Paris (médaille d'argent du benjamin de l'épreuve).
Au début des années 1930, il obtient le diplôme d'ingénieur en mécanique. Il devient agent commercial MG en 1933, ce qui l'amène à rencontrer Jacques Menier, l'un des dirigeants familiaux des Chocolats Menier, lors d'une vente d'une voiture MG.
Sa carrière automobile se déroule de 1934 à 1937, essentiellement sur voiturettes MG en catégorie (750 à 1 100 cm3). Ayant sympathisé avec Jacques Menier, il devint directeur sportif de l'écurie naissante de ce dernier, en janvier 1934, ainsi que pilote principal. Nantie d'une dizaine d'employés, celle-ci était basée près du parc Monceau.
Durant cette période, il participe à trois reprises aux 24 Heures du Mans, terminant neuvième en 1935 avec Charles Druck (pl) un autre pilote maison sur MG Magnette K3, alors engagé sous son propre nom.
En 1936, il doit abandonner avec ce dernier, lors du Grand Prix de l'ACF. En décembre de la même année, Jacques Menier dissout son équipe à la suite des évènements sociaux du Front populaire, notamment au sein de sa propre entreprise.
Phillipe Maillard-Brune accomplit alors une dernière saison complète avec Amédée Gordini, notamment sur Delahaye ex-Menier. Toutefois, l'année la plus accomplie reste finalement 1935.
À partir de la mi-1944, il fut chargé de superviser l'exploitation de l'autodrome de Linas-Montlhéry.
De la fin de l'année 1964 à 1976, il devient le directeur effectif, après avoir travaillé trente-deux ans pour l'Union technique de l’automobile du motocycle et du cycle (UTAC).
À 75 ans, il obtint son brevet de pilote aérien.
Il est enterré au cimetière des Longs Réages à Meudon.

## Palmarès
Motocycliste :
- 3e du Grand Prix moto de France à Monthléry en 1931 (sur Royal Sport-Pauvert, notamment derrière Jean Roland)
- Victoires en endurance (circuit d'Artois 1932…)[2];

Automobile :

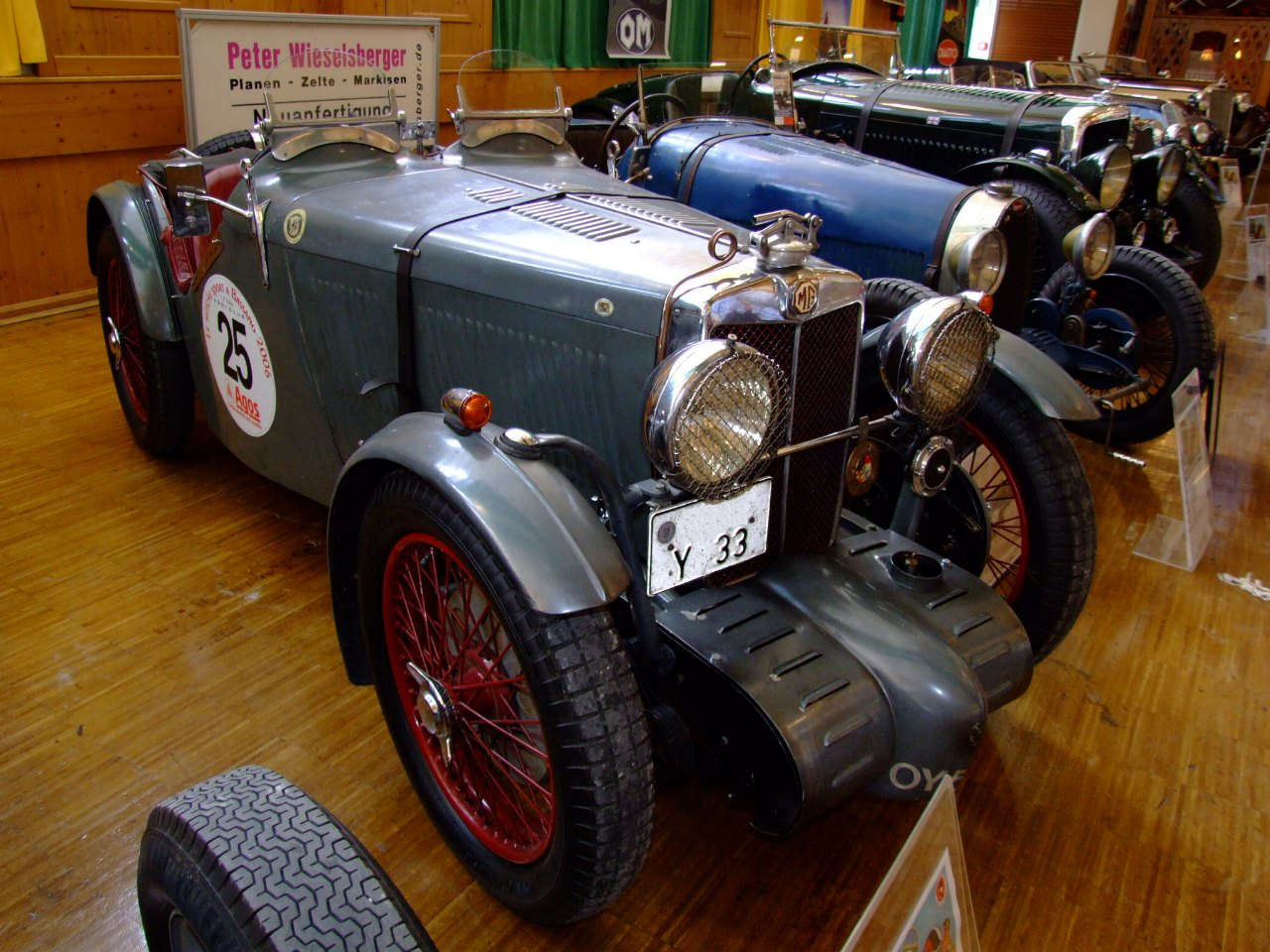
Une MG J4 Midget.

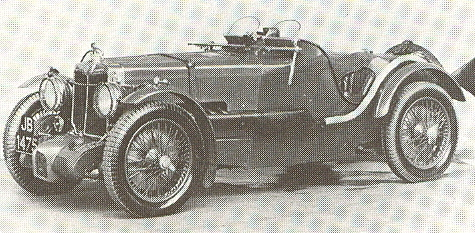
Une MG K3 Magnette.

- Vainqueur du Bol d'or automobile, en 1934 avec P. Chevallier sur MG Midget J4,
- Vainqueur du Bol d'or automobile, en 1935 avec Charles Druck, sur MG Magnette K3 à Saint-Germain-en-Laye
- Vainqueur de catégorie inférieure à 2 L aux 24 Heures du Mans 1935, avec Charles Druck sur MG Magnette K3 à compresseur S6 de la classe 1,1 L
- Vainqueur de classe 750 cm3 à la Course de côte du Mont Ventoux en 1935, sur MG
- Vainqueur de classe 750 cm3 à la Course de côte Nice - La Turbie en 1935, sur MG
  - 2e du Bol d'or automobile en 1936, sur MG (derrière Amédée Gordini), victoire de la catégorie[3]
  - 3e du Bol d'or automobile en 1937, sur Fiat 508S Balilla;
  - 3e du Circuit d'Orléans, voiturettes en 1935, sur MG type Q 700 cm3[4];
  - 4e du Grand Prix de l'Albigeois, voiturettes en 1935, sur MG type R 700 cm3 à compresseur
  - 6e des 3 Heures de Marseille en 1936, sur Delahaye 135CS
  - 8e du Grand Prix de Pau en 1937, sur Delahaye 135CS.

## Records
À Montlhéry :
- 2 000 kilomètres et 24 heures (classe 750 cm3), sur MG en 1935 ;
- 2 000 miles; 3 000, 4 000 et 5 000 kilomètres, ainsi que 48 heures, sur Simca 5 Spéciale en 1937 (avec l'équipe Gordini).